# Coelognathus flavolineatus
Coelognathus flavolineatus е вид змия от семейство Смокообразни (Colubridae).

## Разпространение
Видът е разпространен в Бруней, Виетнам, Индия (Андамански острови), Индонезия (Калимантан, Суматра и Ява), Камбоджа, Малайзия, Мианмар, Сингапур и Тайланд.